# 용두산공원 대화재
용두산공원 대화재(龍頭山公園大火災)는 1954년 12월 10일과 26일에 대한민국 부산광역시 용두산공원 주변에서 발생한 두 차례의 화재다. 이 화재로 인해 수백 개의 판잣집 건물이 파괴되었고 총 7,420명의 피난민이 대피했다.
특히 12월 26일 화재로 조선 왕조의 왕들의 역사적 초상화를 포함한 3,400여 점의 역사 유물이 소실되었다. 대부분이 국보로 간주되었던 이 유물들은 한국 전쟁 동안 안전하게 보관하기 위해 이 지역으로 옮겨져 국립부산국악원이 소유한 지역 창고에 보관되었다. 창고에 보관된 48점의 왕의 초상화 중 30점이 화재로 완전히 소실되었다. 나머지는 다양한 상태로 회수되었으며 대부분이 심하게 손상되었다.